# كوبا ليبرتادوريس 1989
كأس ليبرتادوريس 1989 هو موسم من كأس ليبرتادوريس. أقيم خلال الفترة 12 فبراير 1989 وحتى 31 مايو 1989، وشارك فيه 21 فريقاً، وفاز فيه أتلتيكو ناسيونال.

## دور الـ 16
| فريق 1           | مجموع          | فريق 2              | المباراة الأولى | المباراة الثانية |
| ---------------- | -------------- | ------------------- | --------------- | ---------------- |
| أتلتيكو ناسيونال | 3–2            | راسينغ              | 2–0             | 1–2              |
| ميلوناريوس       | 3–3 (4–3 ض.ت.) | بوليفار             | 0–1             | 3–2              |
| كوبريلوا         | 1–0            | ديبورتيفو كيتو      | 0–0             | 1–0              |
| دانوبيو          | 3–1            | ناسيونال مونتيفيديو | 3–1             | 0–0              |
| بنيارول          | 3–8            | إنترناسيونال        | 2–6             | 1–2              |
| باهيا            | 3–2            | يونيفرسيتاريو       | 1–1             | 2–1              |
| ديبورتيفو تاشيرا | 3–3 (2–3 ض.ت.) | ديبورتيفو ميراندا   | 0–3             | 3–0              |
| بوكا جونيورز     | 5–5 (6–7 ض.ت.) | أوليمبيا أسونسيون   | 0–2             | 5–3              |

## النهائي
أقيم النهائي بين أوليمبيا أسونسيون وأتلتيكو ناسيونال.